# Малая Шимшурга
Малая Шимшурга (мар. Талманъял) — деревня в Новоторъяльском районе Республики Марий Эл. Входит в состав Пектубаевского сельского поселения.

## География
Находится в северо-восточной части республики Марий Эл на расстоянии приблизительно 24 км по прямой на запад-северо-запад от районного центра посёлка Новый Торъял.

## История
Известна с 1877 года, когда в Малой Шимшурге (Акленки) числилось 16 дворов. В 1886 год в выселке Малая Шимшурга Тожсолинской волости Яранского уезда Вятской губернии проживали 42 человека. В советское время работал колхоз имени Ленина.Находится в 3 км к юго-западу от центра сельской администрации, деревни Шура, на возвышенности. Вдоль селения протекает речка. За деревней — поля, чуть далее видны леса, слева в полукилометре — кладбище. Молельная роща за рекой в лесу, в 100 метрах от селения. Родники носят названия Онискинский, Черноключенский, Павловский. Селение двустороннее, улица прямая, заасфальтирована.
Название состоит из двух слов: шеме — "черный" и шурго — "лес", то есть "деревня у чернолесья". По словам старожилов, первым жителем деревни был Анкудинов Аклан, поэтому деревню называли еще Аклёнки. А марийское Толманъял означает "деревня у реки Толмань". Первые сведения относятся к 1877 году. Тогда в Малой Шимшурге (Акленки) числилось 16 дворов. В селении имелось питейное заведение крестьянина Ивана. На 1886 год в выселке Малая Шимшурга Тожсолинской волости Яранского уезда Вятской губернии проживали 42 человека. Сельским старостой Шимшургинского общества был С. Григорьев.
В 1920 году селение вошло в состав МАО. В колхоз имени Ленина, образованный в 1932 году, вступило 31 хозяйство, 135 человек. Имелись кузница, мельница, полеводческая бригада. К 1935 году в колхозе насчитывалось 46 трудоспособных. Председателем работал И. Чемоданов.
В годы Великой Отечественной войны на фронт призвали 36 человек, вернулись 19.
Распространенные фамилии — Овчинниковы, Шамаевы, Пузырниковы. Местными умельцами считаются вышивальщица P.M. Есменеева, изготовитель сувениров В.Л. Иванов, изготовитель наличников Л.И. Иванов.
В середине 50-х годов в деревне построили 2 двухэтажных здания. В одном из них на втором этаже располагается архив колхоза, первый этаж был отдан под клуб, избу-читальню, медпункт, школу. Фельдшером работал И.А. Иванов. Сельская библиотека открыта с августа 1972 года, фонд составлял 4000 экземпляров книг.
Начальную школу в Малую Шимшургу перевели из деревни Крюковцы в начале 60-х годов, и она работала до 70-х годов. Учителями трудились супруги М.Е. и М.И. Соколовы. На 1988 год в селении проживали 139 человек, из них 61 трудоспособный. Имелось 30 домов. Работали магазин, медпункт, библиотека. Из производственных построек имелись мастерская, свинарник, молочнотоварная ферма на 200 голов и 250 телят.

## Население
Население составляло 105 человек (мари 95 %) в 2002 году, 108 в 2010.